# Amailloux
Amailloux ist ein Ort und eine westfranzösische Gemeinde mit 824 Einwohnern (Stand 1. Januar 2022) im  Département Deux-Sèvres in der Region Nouvelle-Aquitaine. Die Gemeinde besteht aus mehreren Weilern und Einzelgehöften.

## Lage
Der Ort Amailloux liegt in der historischen Landschaft der Gâtiné poitevine in einer Höhe von ca. 170 m ü. d. M. etwa 14 Kilometer (Fahrtstrecke) nordwestlich von Parthenay und circa 20 Kilometer südöstlich von Bressuire.

## Bevölkerungsentwicklung
| Jahr      | 1800 | 1851 | 1901 | 1954 | 1999 | 2013 |
| Einwohner | 659  | 950  | 1333 | 1000 | 720  | 867  |

Der Bevölkerungsrückgang im 20. Jahrhundert ist in der Hauptsache auf den Verlust an Arbeitsplätzen infolge der Mechanisierung der Landwirtschaft zurückzuführen.

## Wirtschaft
Die Bewohner des Ortes lebten jahrhundertelang als Selbstversorger von den Erträgen ihrer Felder und Gärten; in geringem Umfang wurden auch Weinbau und Viehhaltung betrieben. Die Landwirtschaft spielt auch heute noch die führende Rolle im Wirtschaftsleben der Gemeinde.

## Geschichte
Die Geschichte des Ortes lässt sich bis in die römische oder gallorömische Zeit zurückführen als eine Straße von Nantes (Portus Namnetum) nach Poitiers (Pictavium) durch das heutige Gemeindegebiet führte.
Im Jahr 1095 wird erstmals der Ortsname Amallo erwähnt. Ort und Kirche waren im ausgehenden Mittelalter eng verbunden mit den Abteien von Airvault und Parthenay. Amailloux war der erste Ort, welcher im Rahmen des Vendée-Aufstandes (1793–1796) von den Revolutionstruppen des Generals Westermann geplündert und in Brand gesetzt wurde.

## Sehenswürdigkeiten

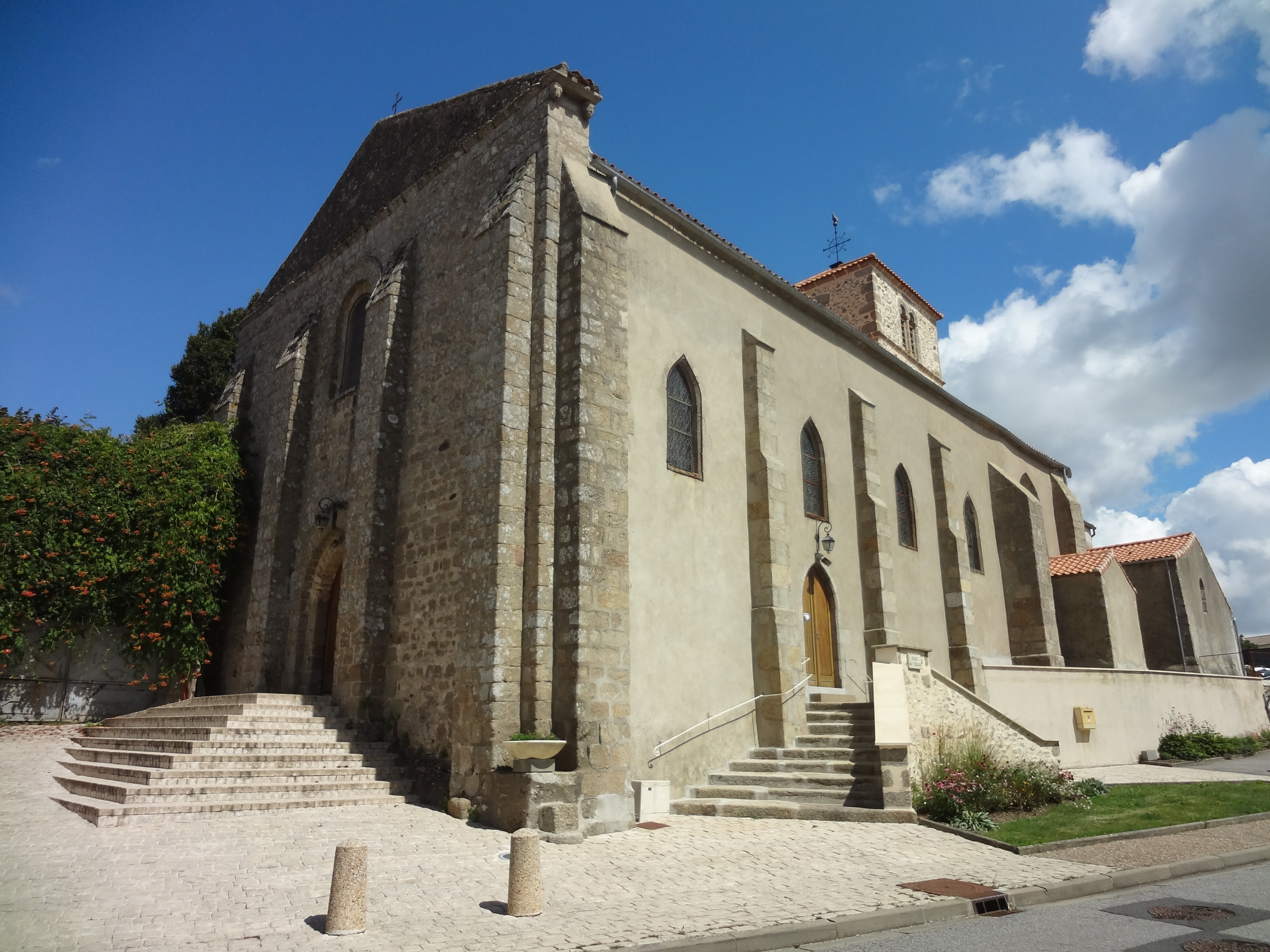
Kirche Saint-Étienne

- Langhaus und Fassade der aus dem 13. Jahrhundert stammenden Pfarrkirche Saint-Étienne sind von vielen Strebepfeilern gesichert. Die flachschließende Apsis mit ihrem spätgotischen Fenster scheint nachträglich angebaut worden zu sein. Das über ein West- und ein Südportal mit mehrstufigen Treppenaufgängen zugängliche Kircheninnere ist dreischiffig mit gleich hohen Gewölben (Hallenkirche), wobei die Gewölberippen aus den Rundpfeilern herauszuwachsen scheinen.

außerhalb
- Das Château de Tennessus befindet sich ca. 4 km südöstlich des Ortes (46° 42′ 50″ N, 0° 16′ 42″ W) und wurde im 14. und 15. Jahrhundert erbaut – Wassergraben (douves) und Teile der auf einen mächtigen Bergfried (donjon) zulaufenden Zugbrücke sind noch erhalten; im 18. Jahrhundert wurden die Wohntrakte (corps de Logis) modernisiert. Das Gebäude befindet sich in Privatbesitz und wurde im Jahr 1943 als Monument historique eingestuft.[1]
- Das im circa eineinhalb Kilometer westlich gelegenen Weiler Fougerit stehende Château de Fougerit stammt aus dem 14. Jahrhundert; auch hier haben sich Wassergraben und Zugbrücke erhalten. Das Gebäude befindet sich ebenfalls in Privatbesitz.
- Zwei weitere Burgen (Château de Villebouin und Château de Villegué) sind nur als Ruinen erhalten.